# Natale Pisicchio
Natale Pisicchio (Corato, 2 febbraio 1921 – Corato, 16 luglio 2005) è stato un politico italiano.

## Biografia
La sua attività sindacale prese avvio, dopo la guerra, con la costruzione del sindacato libero, militando nell’ala sociale cristiana del sindacato unitario che, dal 1948, assunse una propria e separata fisionomia nella LCGIL. La secessione dal sindacato unitario trovò le sue ragioni nel rifiuto da parte della dirigenza cattolica di accettare una strategia di azione sindacale che fosse collaterale al partito comunista. La nascita della CISL, nel 1950, lo vide a fianco di Giulio Pastore e Bruno Storti tra i fondatori, assumendo negli anni ‘60 il ruolo di segretario generale dell’unione sindacale di Bari. Nella stagione del boom economico e dell’industrializzazione partecipò con spirito critico, ma non pregiudiziale, alle scelte della politica nazionale e locale, avendo come riferimento della sua azione l’interesse dei lavoratori. Natale Pisicchio venne eletto alla Camera nel 1968 nelle liste della DC, partito in cui rappresentò la componente della sinistra sociale, con quasi cinquantamila voti di preferenza. Sarebbe stato rieletto ancora per quattro legislature (nel 1972, nel 1976, nel ‘79 e nel 1985), partecipando attivamente alla vita parlamentare, con il ruolo di vicepresidente della Commissione Lavoro. Lo Statuto dei diritti dei lavoratori, approvato nel 1970, lo vide tra i protagonisti nel dibattito in Commissione Lavoro e in aula alla Camera dei Deputati, ma il suo quasi ventennale impegno parlamentare si spese sempre in favore delle categorie più bisognose di tutela, dai braccianti agli emigrati, dai lavoratori precari ai giovani. Fu sottosegretario di stato nel governo Cossiga I, al dicastero della Marina Mercantile. Partecipò con Donat Cattin all’impegno della corrente di Forze Nuove della sinistra sociale democristiana e intrattenne un rapporto di condivisione politica con Aldo Moro. Lasciato il Parlamento nel 1987, si occupò di Sanità dando impulso nuovo, nel ruolo di Presidente, all’Istituto Oncologico di Bari, per garantirne standard di efficienza volti ad impedire i “viaggi della speranza” dei malati pugliesi verso gli ospedali del nord o di paesi stranieri. Molte furono le iniziative e le realizzazioni intraprese sul piano sociale: a Natale Pisicchio si deve la fondazione del Cesm, il Centro per l’Educazione Sociale nel Mezzogiorno, che operò nel settore della formazione delle giovani generazioni, e il Calpe, che orientò il suo impegno alla tutela dei lavoratori pugliesi emigrati, aprendo una rete di corrispondenti dalle Americhe all’Europa. Si occupò anche di tutela dell’ambiente nel ruolo di Presidente dell’ICRAM - Istituto Centrale per la Ricerca Scientifica e Tecnologica applicata al Mare.